# Jumpin' All Over the World
Jumping All Over The World je třinácté studiové album německé skupiny Scooter. Bylo vydáno v roce 2007 a obsahuje 13 skladeb. Styl postupně přechází od jumpstyle k happy hardcore a končí hardstylem.

## Seznam skladeb
| Pořadí         | Název                                 | Délka |
| -------------- | ------------------------------------- | ----- |
| 1.             | The Definition                        | 1:25  |
| 2.             | Jumping All Over the World            | 3:48  |
| 3.             | The Question Is What Is the Question? | 3:46  |
| 4.             | Enola Gay                             | 3:59  |
| 5.             | Neverending Story                     | 3:52  |
| 6.             | And No Matches                        | 3:31  |
| 7.             | Cambodia                              | 5:23  |
| 8.             | I'm Lonely                            | 4:02  |
| 9.             | Whistling Dave                        | 3:39  |
| 10.            | Marian (Version)                      | 4:55  |
| 11.            | Lighten Up The Sky                    | 6:19  |
| 12.            | The Hardcore Massive                  | 4:26  |
| 13.            | The Greatest Difficulty               | 0:21  |
| Celková délka: | Celková délka:                        | 49:26 |

Britská verze alba obsahuje jednu bonusovou píseň, Jump That Rock!, která je předělávkou písně Whatever You Want od Status Quo z roku 1979, a originální verze písně "I'm Lonely" je nahrazena radio editem.

## Limitovaná edice
Limitovaná edice obsahuje druhé CD s 20 singly.
1. The Question Is What Is The Question? (Headhunters Remix)
2. One (Always Hardcore)
3. Shake That!
4. Jigga Jigga!
5. Maria (I Like It Loud)
6. The Night
7. Weekend!
8. Nessaja
9. Ramp! (The Logical Song)
10. Posse (I Need You On The Floor)
11. Faster Harder Scooter
12. How Much Is The Fish?
13. Fire
14. I'm Raving
15. Rebel Yell
16. Back in The U.K.
17. Endless Summer
18. Friends
19. Move Your Ass!
20. Hyper Hyper

## Jumping All Over the World - Whatever You Want
- CD 1: Jumping All Over the World - Whatever You Want

1. The Definition
2. Jumping All Over the World
3. The Question Is What Is the Question?
4. Enola Gay
5. Neverending Story
6. And No Matches
7. Cambodia
8. I'm Lonely (single verze)
9. Whistling Dave
10. Marian (Version)
11. Lighten Up the Sky (nová Verze)
12. The Hardcore Massive
13. The Greatest Difficulty
14. Bloodhound Gang - Weekend!
15. K.I.Z. - Was kostet der Fisch? (How Much Is the Fish?)
16. Sido - Beweg dein Arsch (Move Your Ass)
17. Modeselektor feat. Otto von Schirach - Hyper Hyper
18. Jan Delay & Moonbootica - I’m Raving
19. Andreas Dorau - Aiii Shot the DJ
20. Klostertaler - Friends

- CD 2: The Ultimate Singles Collection

1. Jump That Rock (Whatever You Want)
2. One (Always Hardcore)
3. Shake That!
4. Jigga Jigga!
5. Maria (I Like It Loud)
6. The Night
7. Weekend!
8. Nessaja
9. The Logical Song
10. Posse (I Need You on the Floor)
11. Faster Harder Scooter
12. How Much Is the Fish?
13. Fire
14. I’m Raving
15. Rebel Yell
16. Back in the UK
17. Endless Summer
18. Friends
19. Move Your Ass!
20. Hyper Hyper
21. Sheffield Jumpers - Jump With Me (bonus)

- DVD 1: Live in Berlin 20081

1. Intro
2. Call Me Mañana
3. Jumping All Over The World
4. The Question Is What Is The Question?
5. I’m Raving
6. Weekend!
7. And No Matches
8. Jump That Rock
9. No Fate
10. Jumpstyle Medley feat Sheffield Jumpers
11. Fuck The Millennium
12. Aiii Shot The DJ
13. Nessaja
14. How Much Is The Fish?
15. I’m Lonely
16. One (Always Hardcore)
17. Jigga Jigga!
18. Maria (I Like It Loud)
19. Hyper Hyper!

- DVD 2: The Complete Video Collection

1. Jump That Rock (Whatever You Want)
2. I'm Lonely
3. Jumping All Over the World
4. And No Matches
5. The Question Is What Is the Question?
6. Lass Uns Tanzen
7. Behind the Cow
8. Apache Rocks the Bottom!
9. Hello! (Good to Be Back)
10. Suavemente
11. One (Always Hardcore)
12. Shake That!
13. Jigga Jigga!
14. Maria (I Like It Loud)
15. The Night
16. Weekend!
17. Nessaja
18. The Logical Song
19. Aiii Shot the DJ
20. Posse (I Need You on the Floor)
21. She’s the Sun
22. I’m Your Pusher
23. Fuck the Millennium
24. Faster Harder Scooter
25. Call Me Mañana
26. I Was Made for Lovin’ You
27. We Are The Greatest
28. How Much Is the Fish?
29. No Fate
30. The Age of Love
31. Fire
32. Break It Up
33. I’m Raving
34. Rebel Yell
35. Let Me Be Your Valentine
36. Back in the UK
37. Endless Summer
38. Friends
39. Move Your Ass!
40. Hyper Hyper

## Informace
- Text intra The Definition je převzat přímo z anglické Wikipedie z článku jumping.
- Jumping All Over The World vzorkuje píseň A Glass Of Champagne od popové skupiny Sailor, z alba Trouble z roku 1975.
- The Question Is What Is The Question? vzorkuje píseň "How Do You Do" od Mouth & MacNeal ze stejnojmenného alba z roku 1972.
- Enola Gay je coververze písně od Orchestral Manoeuvres in the Dark z alba Organisation.
- Neverending Story vzorkuje úvodní píseň z americké verze filmu Nekonečný příběh.
- And No Matches vzorkuje píseň Big Big World od Emilie z roku 1998.
- Cambodia vzorkuje píseň Cambodia od Kim Wilde napsanou Martym a Rickym Wilde, z alba Select z roku 1982.
- I'm Lonely vzorkuje píseň Lonely od Felix Project a A Step Too Far od Refresh.
- Whistling Dave vzorkuje ruskou folkovou píseň Korobeiniki, která se proslavila jako ústřední melodie hry Tetris, obzvláště z verze pro Nintendo Game Boy.
- Marian (Version) je coververze písně od The Sisters of Mercy, z alba First and Last and Always z roku 1985.
- The Hardcore Massive vzorkuje píseň Fuck The System od Showtek.